# Solar Impulse
A Solar Impulse napenergiával hajtott, nagy hatótávolságú kísérletirepülőgép-projekt, melyet a svájci École Polytechnique Fédérale de Lausanne műszaki főiskolán terveztek meg 2003-ban.

## Tervezés és fejlesztés
A projektet Bertrand Piccard svájci fizikus és pilóta vezeti, aki másodpilótája volt annak a Breitling Orbiter nevű hőlégballonnak, amellyel egyhuzamban körberepülte a Földet 1999 márciusában Brian Jonesszal. A Solar Impulse projektben partnere és üzlettársa André Borschberg svájci pilóta és üzletember.
A repülőgép tervezését Piccard kezdte el 2003-ban, majd hat évvel később, 2009-ben egy körülbelül ötven fős, hat országból származó többnemzeti fejlesztőcsapatot szervezett meg, melyek munkáját megközelítőleg száz külső beszállító segíti. A fejlesztési munkákat magántőkéből finanszírozzák, a négy legnagyobb partnere a Deutsche Bank, az Omega SA, a Solvay és a Schindler Group. Más egyéb partnerek is támogatják, úgymint a Bayer MaterialScience, az Altran és a Swisscom, továbbá a Clarins, a Semper, a Toyota, a BKW és az STG. Az EPFL, az Európai Űrügynökség (ESA) és a Dassault műszaki segítséget nyújt.

## Repülések

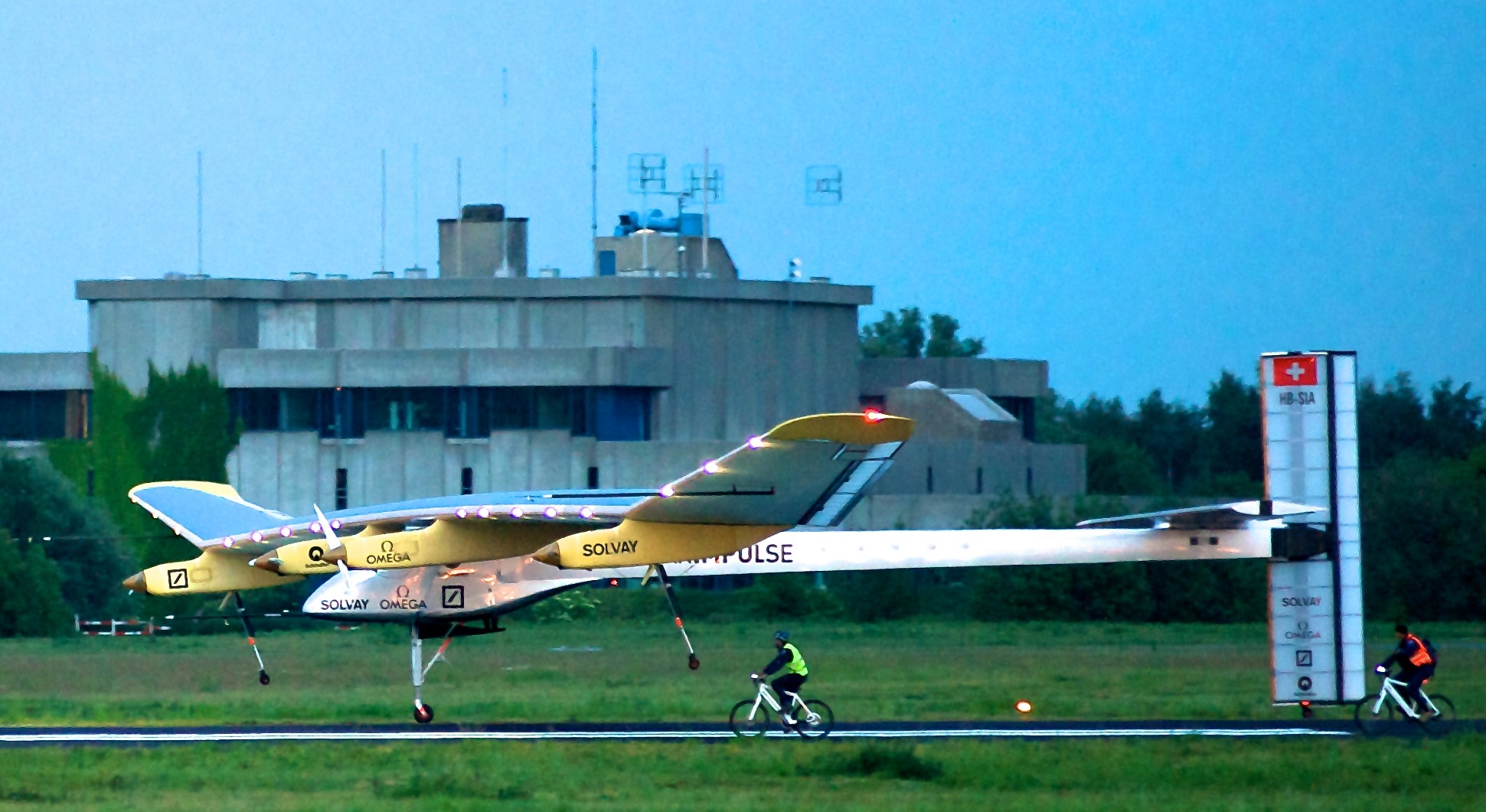
A Solar Impulse 1 (HB-SIA) Brüsszelben, 2011-ben

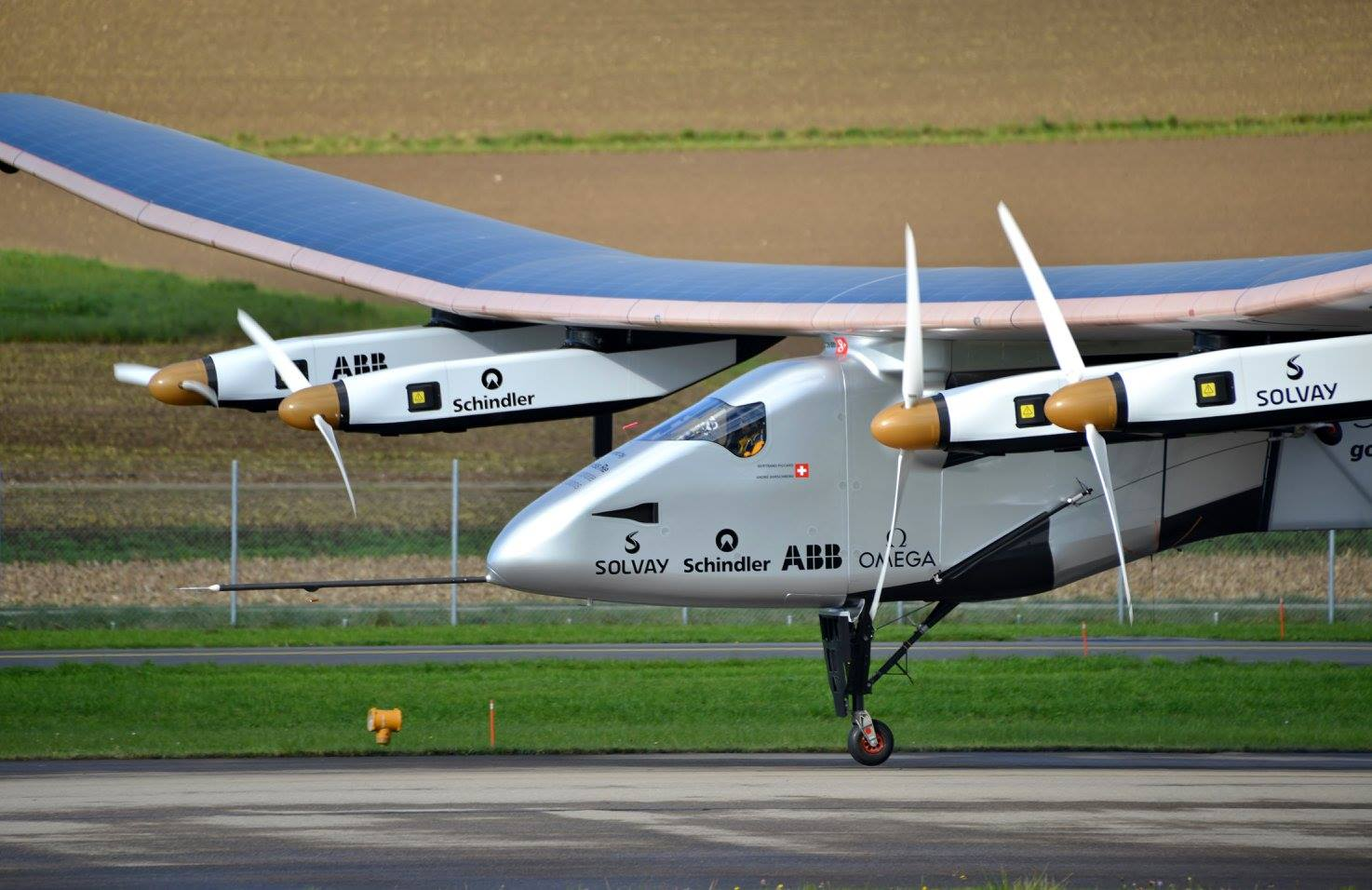
A Solar Impulse 2 (HB-SIB) Svájcban, 2014-ben

Az első repülőgép (hivatalos neve Solar Impulse, svájci lajstromjele HB-SIA) egy egyfedelű, felsőszárnyas, tandemfutóműves, ultrakönnyű konstrukció volt, amely négy villanymotorjával hajtott légcsavarjainak köszönhetően önállóan képes felszállni és a levegőben maradni több mint 36 órán keresztül. Repülését egy teljes napi cikluson túl képes végrehajtani akkumulátorai segítségével, melyeket körülbelül 200 m² összfelületű napelempanel tölt fel nappali üzemben. Nappal a napelemek, éjszakai üzemben pedig az akkumulátorok táplálják a villanymotorokat. Ezt 2010. július 7-8-án bizonyította be, mikor közel 9 órás éjszakai repülését 26 órás nappali repülés követte.
2011 júniusában a gép megtette a Brüsszel és Párizs közötti utat. Az időjárás viszontagságai miatt a gépet hagyományos erőforrásból kellett feltölteni (egy vihar miatt váratlan kitérőre kényszerült, és a felhős idő késleltette az akkumulátorok rendes feltöltését), így ez az útja nem számított rekordnak.
2013 májusa és júliusa között viszont a gép külső beavatkozás nélkül, nyugatról keletre átrepülte az Egyesült Államokat. Az utat San Francisco és New York között tette meg. Technikailag képes lett volna a teljes utat egyhuzamban megtenni, ám a 70 km/órás átlagsebesség mellett erre több napra lett volna szüksége, ami pilótát jelentősen megterhelte volna. Ezért az utat több szakaszra bontva tették meg, és a szakaszok között lehetővé tették, hogy az USA nagyvárosaiban az érdeklődők megtekinthessék a gépet.
2014-ben elkészült egy második prototípus, a Solar Impulse 2 (HB-SIB), ami több napelemet, erősebb motorokat és több más újítást kapott elődjéhez képest. 2015 márciusában a két pilóta Abu-Dzabiból indulva elkezdte a Föld körberepülését. 2015 júniusáig a repülőgép átrepülte Ázsiát, és júliusban végrehajtotta útja leghosszabb szakaszát (7212 km), Japánból Hawaiiba. A szakasz során a repülőgép akkumulátorai megsérültek, ezeket hónapokig javították. A SI2 2016. április 21-én folytatta útját, amikor Hawaiiból felszállt és április 23-án megérkezett San Franciscóba. Az Amerikai Egyesült Államok szárazföldi területén a következő helyeken állt meg: Phoenix, Tulsa, Dayton, Lehigh Valley, és New York, ahol június 11-én szállt le. Június 20-án Piccard felszállt New York-ból, hogy átrepülje az Atlanti-óceánt, majd három nappal később, június 23-án landolt Sevillában, Spanyolországban. A következő állomás Kairó volt Egyiptomban, ahol július 13-án szállt le. Az utolsó, tizenhetedik szakaszt 2016. július 26-án teljesítette, amikor újra megérkezett Abu-Dzabiba, ezzel 40,000 km-t repülve teljesítette a Föld körüli utat.
| Solar Impulse 1 | Solar Impulse 1                    | Solar Impulse 1                    | Solar Impulse 1                  | Solar Impulse 1                | Solar Impulse 1 | Solar Impulse 1 | Solar Impulse 1 | Solar Impulse 1  |
| Szakasz         | Indulás                            | Érkezés                            | Eredet                           | Cél                            | Távolság        | Repülési idő    | Átlagsebesség   | Pilóta           |
| --------------- | ---------------------------------- | ---------------------------------- | -------------------------------- | ------------------------------ | --------------- | --------------- | --------------- | ---------------- |
| 1               | 2013. május 3. 06:12 PDT (UTC−7)   | 2013. május 4. 00:30 MST (UTC−7)   | Moffett Field, Kalifornia (KNUQ) | Phoenix, Arizona (KPHX)        |                 | 18 óra 18 perc  |                 | Bertrand Piccard |
| 2               | 2013. május 22. 04:47 MST (UTC−7)  | 2013. május 23. 01:08 CDT (UTC−5)  | Phoenix, Arizona (KPHX)          | Dallas, Texas (KDFW)           | 1541 km         | 18 óra 21 perc  | 84 km/h         | André Borschberg |
| 3               | 2013. június 3. 04:06 CDT (UTC−5)  | 2013. június 4. 01:28 CDT (UTC−5)  | Dallas, Texas (KDFW)             | Saint Louis, Missouri (KSTL)   | 1040 km         | 21 óra 22 perc  | 49 km/h         | Bertrand Piccard |
| 4               | 2013. június 14. 05:01 CDT (UTC−5) | 2013. június 14. 20:15 EDT (UTC−4) | Saint Louis, Missouri (KSTL)     | Cincinnati, Ohio (KLUK)        |                 | 15 óra 14 perc  |                 | André Borschberg |
| 5               | 2013. június 15. 10:10 EDT (UTC−4) | 2013. június 16. 00:15 EDT (UTC−4) | Cincinnati, Ohio (KLUK)          | Washington, DC (KIAD)          |                 | 14 óra 5 perc   |                 | Bertrand Piccard |
| 6               | 2013. július 6. 04:56 EDT (UTC−4)  | 2013. július 7. 00:15 EDT (UTC−4)  | Washington, DC (KIAD)            | New York City, New York (KJFK) |                 | 19 óra 19 perc  |                 | André Borschberg |

| Solar Impulse 2 | Solar Impulse 2         | Solar Impulse 2               | Solar Impulse 2               | Solar Impulse 2 | Solar Impulse 2  | Solar Impulse 2        | Solar Impulse 2  | Solar Impulse 2 | Solar Impulse 2 |
| Szakasz         | Indulás                 | Eredet                        | Cél                           | Repülési idő    | Távolság         | Átlagsebesség          | Max. magasság    | Termelt energia | Pilóta          |
| --------------- | ----------------------- | ----------------------------- | ----------------------------- | --------------- | ---------------- | ---------------------- | ---------------- | --------------- | --------------- |
| 1               | 2015. március 9. 03:12  | Abu-Dzabi, UAE (OMAD)         | Maszkat, Omán (OOMS)          | 13 óra 1 perc   | 772 km 417 nmi   | 33,9 km/h 18,3 csomó   | 6383 m 20942 láb | 383 kWh         | A. Borschberg   |
| 2               | március 10. 02:35       | Maszkat, Omán (OOMS)          | Ahmadábád, India (VAAH)       | 15 óra 20 perc  | 1593 km 860 nmi  | 96,8 km/h 52,3 csomó   | 8874 m 29114 láb | 304 kWh         | B. Piccard      |
| 3               | március 18. 01:48       | Ahmadábád, India (VAAH)       | Váránaszi, India (VIBN)       | 13 óra 15 perc  | 1170 km 632 nmi  | 91,7 km/h 49,5 csomó   | 5182 m 17001 láb | 428 kWh         | A. Borschberg   |
| 4               | március 18. 23:52       | Váránaszi, India (VIBN)       | Mandalaj, Mianmar (VYMD)      | 13 óra 29 perc  | 1536 km 829 nmi  | 103,7 km/h 56 csomó    | 8230 m 27000 láb | 397 kWh         | B. Piccard      |
| 5               | március 29. 21:06       | Mandalaj, Mianmar (VYMD)      | Csungking, Kína (ZUCK)        | 20 óra 29 perc  | 1636 km 883 nmi  | 71,2 km/h 38,4 csomó   | 8634 m 28327 láb | 440 kWh         | B. Piccard      |
| 6               | április 20. 22:06       | Csungking, Kína (ZUCK)        | Nanking, Kína (ZSNJ)          | 17 óra 22 perc  | 1384 km 747 nmi  | 77,4 km/h 41,8 csomó   | 4270 m 14010 láb | 325 kWh         | B. Piccard      |
| 7               | május 30. 18:39         | Nanking, Kína (ZSNJ)          | Nagoja, Japán (RJNA)          | 44 óra 9 perc   | 2942 km 1589 nmi | 64,6 km/h 34,9 csomó   | 8634 m 28327 láb | 958 kWh         | A. Borschberg   |
| 8               | június 28. 18:03        | Nagoja, Japán (RJNA)          | Kalaeloa, HI, USA (PHJR)      | 117 óra 52 perc | 8924 km 4819 nmi | 61,19 km/h 33,04 csomó | 8634 m 28327 láb | 2409 kWh        | A. Borschberg   |
| 9               | 2016. április 21. 16:15 | Kalaeloa, HI, USA (PHJR)      | Mountain View, CA, USA (KNUQ) | 62 óra 29 perc  | 4086 km 2206 nmi | 65,39 km/h 35,31 csomó | 8634 m 28327 láb | 1121 kWh        | B. Piccard      |
| 10              | május 2. 12:03          | Mountain View, CA, USA (KNUQ) | Phoenix, AZ, USA (KGYR)       | 15 óra 52 perc  | 1199 km 647 nmi  | 70,15 km/h 37,88 csomó | 6706 m 22001 láb | 480 kWh         | A. Borschberg   |
| 11              | május 12. 11:05         | Phoenix, AZ, USA (KGYR)       | Tulsa, OK, USA (KTUL)         | 18 óra 10 perc  | 1570 km 850 nmi  | 86,42 km/h 46,66 csomó | 6706 m 22001 láb | 445 kWh         | B. Piccard      |
| 12              | május 21. 09:22         | Tulsa, OK, USA (KTUL)         | Dayton, OH, USA (KDAY)        | 16 óra 34 perc  | 1113 km 601 nmi  | 67,18 km/h 36,27 csomó | 6401 m 21001 láb | 460 kWh         | A. Borschberg   |
| 13              | május 25. 08:02         | Dayton, OH, USA (KDAY)        | Lehigh Valley, PA, USA (KABE) | 16 óra 49 perc  | 1044 km 564 nmi  | 62,20 km/h 33,59 csomó | 4572 m 15000 láb | 391 kWh         | B. Piccard      |
| 14              | június 11. 03:18        | Lehigh Valley, PA, USA (KABE) | New York, NY, USA (KJFK)      | 4 óra 41 perc   | 265 km 143 nmi   | 56,59 km/h 30,56 csomó | 915 m 3002 láb   | 0 kWh           | A. Borschberg   |
| 15              | június 20. 06:30        | New York, NY, USA (KJFK)      | Sevilla, Spanyolország (LEZL) | 71 óra 8 perc   | 6765 km 3653 nmi | 88,10 km/h 47,60 csomó | 8534 m 27999 láb | 1388 kWh        | B. Piccard      |
| 16              | július 11. 04:20        | Sevilla, Spanyolország (LEZL) | Kairó, Egyiptom (HECA)        | 48 óra 50 perc  | 3745 km 2022 nmi | 73,70 km/h 39,80 csomó | 8534 m 27999 láb | 808 kWh         | A. Borschberg   |
| 17              | július 23. 23:28        | Kairó, Egyiptom (HECA)        | Abu-Dzabi, UAE (OMAD)         | 48 óra 37 perc  | 2694 km 1455 nmi | 57,50 km/h 31,00 csomó | 8534 m 27999 láb | 917,9 kWh       | B. Piccard      |
| Össz:           |                         |                               |                               | 558 óra 06 perc | 43 041 km        |                        |                  | 11654,9 kWh     |                 |

## Kronológia
Elért események

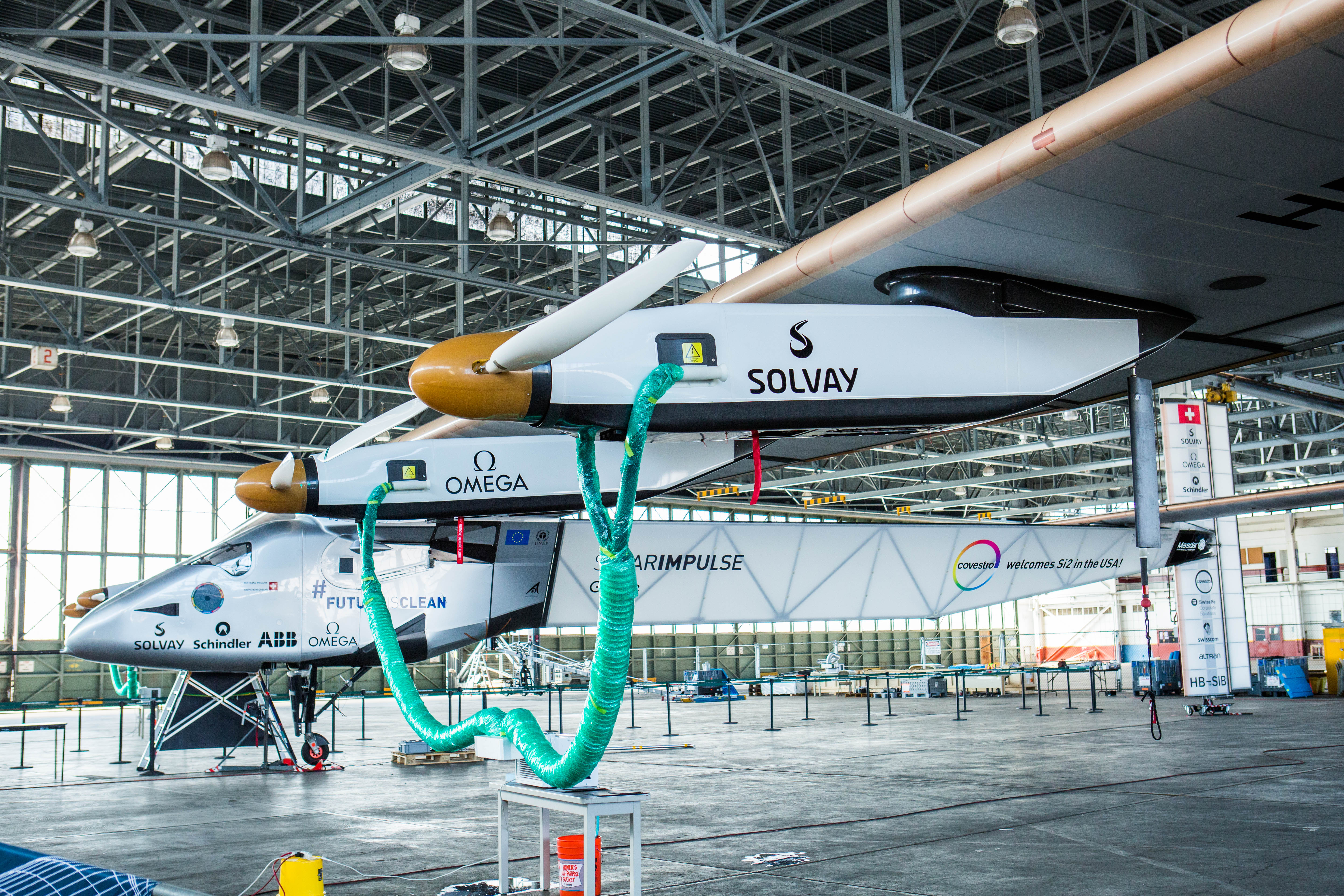
A Solar Impulse 2 (HB-SIB) a hawaii hangárban, 2016-ban

- 2003: megvalósíthatósági tanulmány elkészítése a Vaud melletti Ecublensben székelő École Polytechnique Fédérale de Lausanne műszaki főiskolán
- 2004–2005: az elképzelés megtervezése
- 2006: hosszúidejű repülések szimulálása
- 2006–09: az első prototípus elkészítése (Solar Impulse, HB-SIA)
- 2009: a prototípus első repülése
- 2009–12: tesztrepülések
- 2011–13: a második prototípus építése (Solar Impulse 2, HB-SIB)
- 2013: az USA nyugat-keleti irányú átrepülése az első prototípussal
- 2014: a Solar Impulse 2 első repülése
- 2015–2016: több szakaszban a Föld körberepülése

## Fordítás
- Ez a szócikk részben vagy egészben  a   Solar Impulse című angol Wikipédia-szócikk fordításán alapul.  Az eredeti cikk szerkesztőit annak laptörténete sorolja fel. Ez a jelzés csupán a megfogalmazás eredetét és a szerzői jogokat jelzi, nem szolgál a cikkben szereplő információk forrásmegjelöléseként.